# پژوهش اجتماعی
پژوهش اجتماعی (به انگلیسی: Social research) یک تحقیق اجتماعی است که توسط محققین علوم اجتماعی یا یک پژوهشگر اجتماعی در برنامه‌ای منظم صورت می‌گیرد.

انواع روش‌های پژوهش اجتماعی را می‌توان در دو نوع کیفی و کمی رده‌بندی کرد:
- پژوهش کمی: رویکرد پدیده‌های اجتماعی از طریق شواهد قابل سنجش و در بسیاری از موارد قابل آزمایش، برای ایجاد ادعاهای معتبر و قابل اعتماد.
- پژوهش کیفی: فهم پدیده‌های اجتماعی از طریق مشاهده مستقیم، ارتباط با شرکت کنندگان یا تجزیه و تحلیل متون.

## فرضیه‌های روش شناختی
پژوهش اجتماعی بر منطق و مشاهده شواهد تجربی استوار است. چارلز سی راجین در کتاب ساخت پژوهش اجتماعی خود می‌نویسد که «پژوهش اجتماعی درگیر تعامل بین ایده‌ها و شواهد است. ایده‌ها به پژوهشگران اجتماعی کمک می‌کنند تا شواهد را دریابند و محققان با استفاده از شواهد به گسترش، اصلاح و آزمایش ایده‌ها می‌پردازند.»

پژوهش‌های اجتماعی، برای ایجاد یا اعتبار بخشیدن نظریات از طریق گردآوری داده و تحلیل آن‌ها می‌کنند تلاش می‌کنند و هدف این تحقیقات اکتشاف، توضیحات و پیش‌بینی است و هرگز نباید با فلسفه یا باورها اشتباه گرفته شود. هدف پژوهش اجتماعی پیدا کردن الگوهای اجتماعی نظم در زندگی اجتماعی است و معمولاً به جای پرداختن به خود شخص به گروه‌های اجتماعی می‌پردازد. (هر چند علم روان‌شناسی در اینجا یک استثنا است).

پژوهش‌ها را می‌توان به دو دسته پژوهش بنیادی و پژوهش کاربردی تقسیم کرد. پژوهش بنیادی هیچ کاربردی بر روی زندگی واقعی ندارد در حالی که پژوهش کاربردی در تلاش برای نفوذ در جهان واقعی است.
در علوم اجتماعی هیچ قانونی نیست که با قوانین علوم طبیعی برابر باشد. یک قانون در علوم اجتماعی یک کلیت جهانی دربارهٔ مجموعه ای حقایق است.

واقعیت، یک پدیده مشاهده شده است. مشاهده به معنای دیده شده، شنیده شده یا تجربه شده توسط یک پژوهشگر می‌باشد. نظریه، یک توضیح سیستماتیک برای مشاهداتی است که به یک جنبه خاص از زندگی اجتماعی مربوط هستند. مفاهیم، زیربنای ساختمان تئوری و عناصر انتزاعی نشان دادن مجموعه ای از پدیده‌ها هستند. اصول یا مفروضات اظهارات اولیه‌ای هستند که درست تصور می‌شوند. گزاره نتایج گرفته شده بر اساس تجزیه و تحلیل از بدیهیات در مورد روابط میان مفاهیم هستند. فرضیه‌ها ، انتظارات معینی دربارهٔ واقعیت تجربی هستند که از گزاره‌ها به دست آمده‌اند. پژوهش اجتماعی شامل آزمون فرض آماری برای آزمایش درستی یا نادرستی این فرضیه‌ها است.

## انواع روش‌های پژوهشی
فهرست زیر روش‌های پژوهش جامع نمی‌باشد:

| روش کمی-آماری - آمار چندمتغیره - آنالیز خوشه‌ای - بررسی طولی - پرسشنامه - تجزیه و تحلیل توالی اجتماعی - تجزیه و تحلیل شبکه‌های اجتماعی - تحقیقات بازاریابی کمی - تحقیقات بازاریابی می - تحقیقات پیمایشی - تحلیل رگرسیون - خوشه‌بندی - روش‌های آمارگیری - مدل‌سازی معادلات ساختاری - نظرسنجی و پرسشنامه - همبستگی و وابستگی | روش کیفی - القای تحلیلی - تاریخ زندگی - تجزیه و تحلیل ریخت‌شناسی - تحلیل متنی - تحلیل محتوا - روش بایگانی - روش تاریخی - قوم‌نگاری - قیاس تحلیلی - گروه کانونی - مردم‌نگاری - مشاهده مشارکتی - مصاحبه بدون ساختار - مصاحبه ساختاری - مصاحبه نیمه ساختاریافته - مطالعه موردی - موردپژوهی - مهم‌ترین تکنیک تغییر | روش ترکیبی - پژوهش آرشیوی - تحلیل محتوا - روش تاریخی - روش دلفی - روش مثلثی (علوم اجتماعی) - روش‌شناسی کیو Q - شبکه رپرتوری - گروه کانونی - مصاحبه ساختاری - مصاحبه نردبان - مصاحبه نیمه‌ساختاریافته - مطالعه طولی |

## پژوهشگر اجتماعی
یک پژوهشگر اجتماعی، انسانی جامعه‌شناس است که بتواند با مطالعات دقیق نظری و عملی به عنوان یک محقق، سطح آگاهی‌های اجتماعی را بالا برده و پاسخگوی نیاز مراکز آموزشی، پژوهشی و خدماتی باشد؛ یعنی نتایج تحقیقات او بگوید که چگونه می‌توان از بحران‌های اجتماعی عبور کرد و به آرامش و رفاه رسید.

یک پژوهشگر اجتماعی باید به تحقیق‌های نظری و عملی علاقه‌مند باشد؛ یعنی از یک سو نظریه‌های اجتماعی را مطالعه کرده و آن‌ها را مورد نقد و تحلیل قرار دهد و از سوی دیگر بین مردم جامعه رفته و به تحقیق‌های میدانی علاقه‌مند باشد. دانش و بینش ریاضی در این گرایش بسیار مهم است؛ زیرا دقیق فکر کردن و اندیشیدن در پژوهشگری اجتماعی اهمیت بسیاری دارد.